# Verena von Gagern-Steidle
Verena von Gagern-Steidle (* 1. Dezember 1946 in Bonn), geb. Merkl, ist eine deutsche Fotografin. Ihre Arbeit prägte den Begriff „poetische Dokumentation“. Ihre Werkserien bewegen sich nah am persönlichen Erleben und reflektieren gleichzeitig gesellschaftliche Entwicklungen sowie das Medium Fotografie und seine Geschichte. Im Moment der Aufnahme folgt die Fotografin aber ausschließlich einem spontanen Impuls.

## Werdegang
Von Gagern-Steidle studierte von 1966 bis 1972 Architektur an der Technischen Hochschule in Aachen, an der TU München und an der School of Architecture and Environmental Studies der Pennsylvania State University, USA. Sie schloss ihr Studium in Pennsylvania mit dem Master of Architecture and Regional Planning ab. Beeinflusst von den Meistern der amerikanischen Fotografie widmete sich Verena von Gagern-Steidle seit 1972 intensiv der Fotografie in Theorie und Praxis. Von 1973 bis 1991 lebte sie in München, davon sieben Jahre mit ihrem ersten Ehemann, dem Politologen Michael von Gagern und ihren beiden gemeinsamen Kindern Franziska und Moritz, seit 1982 mit ihrem zweiten Ehemann, dem Architekten Otto Steidle, der im Februar 2004 unerwartet an einem Herzinfarkt auf seinem Bauernhof in Harpfing verstarb. Mit ihm und ihren zwei jüngeren gemeinsamen Kindern Teresa und Leonard zog sie 1991 von München auf einen Einödhof nach Niederbayern, wo sie noch heute lebt. Dort betrieb sie mit Otto Steidle bis zu seinem Tod 2004 eine Biolandwirtschaft und realisierte mit ihm Ausstellungs- sowie Buchprojekte zu Architektur und Fotografie. 2016 erschien ihre fotografische Autobiografie „Die Antwort des Bildes“ in der Salzburger Fotohof Edition, 2020 zeigte das Museum Moderner Kunst - Stiftung Wörlen Passau eine gleichlautende Rückschau ihres fotografischen Werkes. Ihre Werke sind in namhaften fotografischen Sammlungen vertreten, unter anderem im Museum der Moderne Salzburg, im Museum für Kunst und Gewerbe Hamburg und in der Schupmann Collection.

### Lehrtätigkeit
Von 1975 bis 1986 war Verena von Gagern-Steidle Leiterin des Photography Program im Salzburg College, von 1982 bis 1989 Leiterin der Klasse Fotografie an der Internationalen Sommerakademie für Bildende Kunst Salzburg und von 1986 bis 1991 Visiting Professorin an der Schule für Gestaltung Zürich. Ab 1976 hielt sie zahlreiche Vorträge und Workshops im In- und Ausland an Universitäten und Goetheinstituten.

## Einzelausstellungen
- seit 1975: Ausstellungen in vielen europäischen Galerien
- 1979: Die Neue Sammlung, München, mit Raoul Haussmann
- 1981: Kunstverein Ingolstadt
- 1981: The Photographic Gallery, Cardiff
- 1981: Palais Fugger-Taxis, Innsbruck
- 1981: The October Gallery, London
- 1982: Akademie der Bildenden Künste München
- 1982: Museum Folkwang, Essen
- 1983: Goetheinstitut, Lissabon
- 1983: Workgallery, Zürich
- 1986: Museum für Photographie, Braunschweig
- 1986: Glyptothek, München, mit Albrecht Ohly
- 1987: Goetheinstitut, Brasilien (Wanderausstellung)
- 1989: Siemens, Köln
- 1989: Fotohof, Salzburg
- 1993–1996: München, Salzburg, Venedig, Paris, Berlin, Dresden, Wanderausstellung mit Otto Steidle
- 2003: Bejing Image Pavillion, Peking
- 2019 Schauraum K3, Simbach am Inn
- 2020: Museum Moderner Kunst - Wörlen, Passau

## Auszeichnungen und Preise
- 1975: 1. Preis des Rencontres d’Arles
- 1994: Kulturpreis Ostbayern

## Veröffentlichungen
- Verena von Gagern-Steidle: Die Antwort des Bildes. Edition Fotohof, Salzburg 2016.
- Kurt Kaindl (Hg.): Salzburg. An Artist‘s View. Otto Müller Verlag, Salzburg 1998.
- Verena von Gagern: Der anatomische Engel. Nazraeli Press, Michigan 1993.
- Otto Steidle, Verena von Gagern: Architectural: Between Architecture and Photography. Nazraeli Press, Berlin 1993.
- Verena von Gagern, Albrecht Ohly: In der Glyptothek. Fotografien von Verena von Gagern und Albrecht Ohly. Staatliche Antikensammlungen und Glyptothek, München 1986.
- Verena von Gagern (Hg. mit Dieter Hinrichs): Das einzig Wirkliche in einer Fotografie ist der Zeitpunkt der Aufnahme: über das fotografische Sehen. Raben-Verlag, München 1985‚ Camera Austria‘ Reader: „Symposion on photography III“, Graz, Austria
- Ute Eskildsen, Verena von Gagern et al.: Neue Wege in der Photographie. Internationales Photosymposion 1980. Schloß Mickeln bei Düsseldorf. Mahnert-Lueg Verlag, München 1980.
- Wedewer, Rolf (Hg.): Vorstellung und Wirklichkeit. 7 Aspekte subjektiver Fotografie. Wienand Verlag, Köln 1979. 1975 Fotokina Köln Katalog.